# Brulyai erődtemplom
A brulyai erődtemplom a 13. században emelt szász evangélikus templom a Szeben megyei Brulyán. Az átépítések, különösen amelyek a 19. század második felében történtek, nagyrészt megszüntették eredeti román stílusú kialakítását. Eredetileg kettős várfala volt, melyből ma csak a külső áll. A 21. század elején elhanyagolt állapotban van.
Legértékesebb berendezési darabja az 1520 körül készült, ifj. Veit Stossnak tulajdonított szárnyas oltár. A szászok kivándorlásával és az evangélikus hitélet megszűnésével az oltárt biztonsági okokból átszállították a nagydisznódi erődtemplomba.

## Története
A román stílusú Szent Miklósnak szentelt bazilikát a 13. század első felében építették; ez a korra és a stílusra jellemző háromhajós, nyugati oldalán toronnyal ellátott épület volt. A pápai tizedjegyzékben megemlítik Matthias nevű papját. A 15. század végén a templom belsejét gótikus stílusban átalakították, hálóboltozatot kapott, a szentély fölé pedig egy háromszintes védőtornyot építettek. A román kori ablakokat és a harangtorony alatti előcsarnok három oldalát befalazták. 1520-ban építési támogatást kaptak a nagyszebeni kincstárból az erődítésre. A templom kettős, védőtornyokkal ellátott várfalat kapott.
1845-ben a régi szentélyhez egy új, félköríves záródású szentélyt építettek. A 19. század második felében a belső várfalat és szentély fölötti védőtornyot lebontották. A mellékhajókat alapjaikból újjáépítették, hasonló hosszúságúakra mint a főhajó (vagyis már nem veszik körbe két oldalról a harangtornyot) és egyetlen tetőt húztak a hajók fölé. A 20. század elején a harangtorony védelmi galériáját eltávolították, helyére bádog piramistető került.
1931–1932-ben kijavították a templomerődöt. 1970-ben a kerítőfal északi részét vasbeton hevederekkel erősítették, hogy megakadályozzák annak összeomlását. A 21. század elején újabb karbantartási munkálatokat terveznek. Az értékes oltárt átszállították a nagydisznódi templomba.

## Leírása

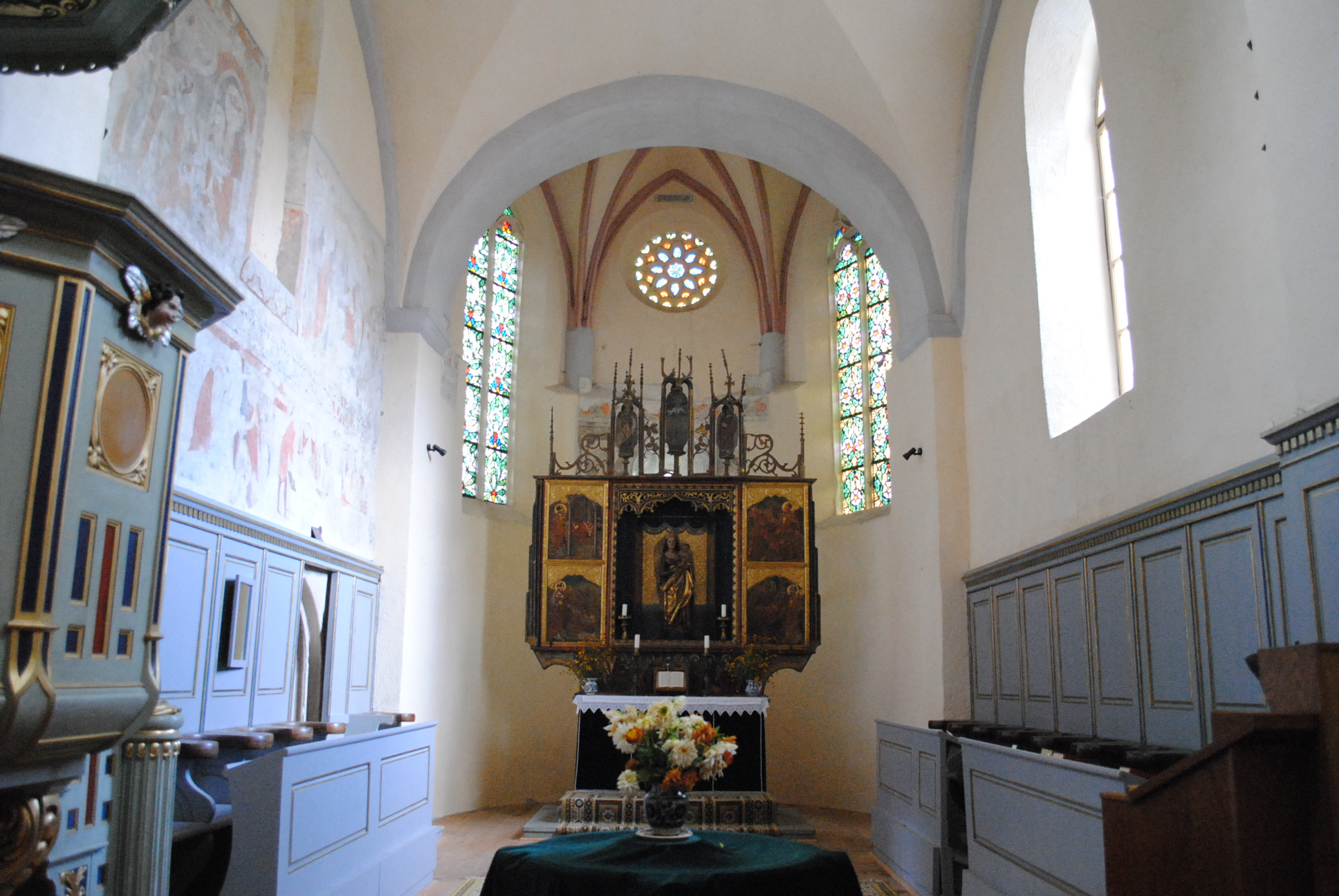
A brulyai oltár a nagydisznódi templomban

Román stílusban épült, de a későbbi átalakítások, különösen amelyek a 19. század második felében történtek, nagyrészt megszüntették a román stílusú szerkezetet. Az átépítés során készült fényképeken megfigyelhető, hogy a bazilika eredetileg hasonló stílusú és kialakítású volt, mint például a kürpödi, a holcmányi, vagy a szomszédos mártonhegyi erődtemplom. A főhajó 18 méter hosszú és 5 méter széles, felső ablakai keskenyek, félkörívesek voltak. A mellékhajók 3 méter szélesek és síkmennyezetesek voltak, ezeket a 19. században újjáépítették. A harangtorony oldalhossza 7,5 méter, földszintjén eredetileg három oldalról nyitott csarnok volt, akárcsak a sárosi erődtemplomnál. A szentély oldalhossza 4,5 méter. A déli oldalon egy román kori, köríves ajtókeret maradt fenn.
A templom belseje a 15. század végén történt átalakításokat tükrözi: a bazilika pillérei elé ekkor négyszögletes oszlopok kerültek, melyek alátámasztják a késő gótikus hálóboltozatot. A szentély csillagboltozatot kapott, a diadalívet pedig csúcsívessé alakították. A szárnyas oltár 1520-ból, a barokk szószék 1667-ből, a hangvető 1776-ból, a persely 1780-ból származik. A kétmanuálos, 14 regiszteres orgona a 19. században készült.
A templom legértékesebb és legjelentősebb darabja az 1515-1520 körül készült, ifj. Veit Stossnak tulajdonított szárnyas oltár volt, melynek oltárfülkéjében Mária szobra áll Jézussal („a brulyai Madonna”), a mozgatható és a rögzített szárnyakon pedig az Annunciáció, Jézus születése, Három bölcs, az egyiptomi kivonulás, és 16 szent ábrázolása látható. Mivel a 20. század végére a németek kivándoroltak, az evangélikus hitélet megszűnt, a templomot pedig elhagyták, az oltárt 1999-ben biztonsági okokból átszállították a nagydisznódi erődtemplomba, Erdély egyik leglátogatottabb erődtemplomába. A brulyai templomban csak az oltár papírra festett másolata látható.
Ami a harangokat illeti, a 19. század végén egy nagyméretű, a 15. század második negyedéből származó harangról számolnak be, amelyen a következő minuszkulás felirat volt olvasható: o rex glorie veni nobis cum pace Leonardus. A kisebb harang felirata Nikolaus Celnauer me fudit anno 1637 volt. A torony jelenlegi három harangja 1935-ből származik, és még feljegyeztek egy toronyablakban lévő, dátum nélküli kis harangot, és a toronyóra 1804-es harangját.
A templomnak eredetileg két, sokszögű kerítőfala volt. A belső fal, amelyet a 19. században lebontottak, közvetlenül a nyugati harangtoronyhoz csatlakozott, és délen is volt egy védőtornya. A külső fal ma is áll, két tornya és négy bástyája van; az utóbbiak közül a legnagyobbat (délkeletit) gabonatárolóként használták (Fruchthaus), majd lakóházzá alakították át.